# Abene
Abene är numera ett varumärke som sedan 2025 tillhör PAVE Industriservice AB. Tidigare en enskild maskintillverkare av fräsmaskiner. Företaget grundades i Stockholm 1938 av Elias Napoleon Eklund under namnet E.N. Eklunds Mekaniska Verkstad. Företaget startade 1942 serietillverkning av fräsmaskiner under varumärket Abene, vilket senare också togs som företagsnamn. Unikt för Abene är konstruktionen av den diagonalt flyttbara bommen vilket ger ett utökat arbetsområde för maskinen.  Abene ägs i dag av PAVE Industriservice AB.

## Placering
Bolaget förlade sin produktionsenhet i Valdemarsvik 1961, medan försäljningsavdelningen och en teknisk avdelning stannade kvar i Stockholm.

## Verksamhet
Förutom produktionen av verkstadsmaskiner, ägnade sig företaget till exempel åt maskinflyttningar, reparationer samt olika typer av uppgraderingar i relaterade maskiner. Stort lager med reservdelar och tillbehör finns hos PAVE Industriservice AB.